# Grupa pułkownika Władysława Obuch-Woszczatyńskiego
Grupa pułkownika Władysława Obuch-Woszczatyńskiego – związek taktyczny Wojska Polskiego z okresu wojny polsko-bolszewickiej.

## Struktura organizacyjna
Skład 20 lipca 1920:
- dowództwo grupy
- 1 pułk strzelców granicznych
- 4 szwadron 10 pułku strzelców granicznych

Razem w stanie bojowym Grupa liczyła 10 oficerów i 280 „bagnetów”